# Gare de Vosves
Gare de Vosves vasútállomás és RER állomás Franciaországban, Dammarie-les-Lys településen.

## Vasútvonalak
Az állomást az alábbi vasútvonalak érintik:
- Corbeil-Essonnes-Montereau-vasútvonal

## Kapcsolódó állomások
A vasútállomáshoz az alábbi állomások vannak a legközelebb:
- Gare de Boissise-le-Roi (Gare de Creil, D RER-vonal)
- Gare de Melun (Gare de Melun, D RER-vonal)

## Lásd még
- Franciaország vasútállomásainak listája
- A RER állomásainak listája